# Rotblütige Wucherblume
Die Rotblütige Wucherblume (Tanacetum coccineum), auch Armenische oder Kaukasische Insektenblume genannt, ist eine Pflanzenart aus der Pflanzengattung Wucherblumen (Tanacetum).

## Beschreibung

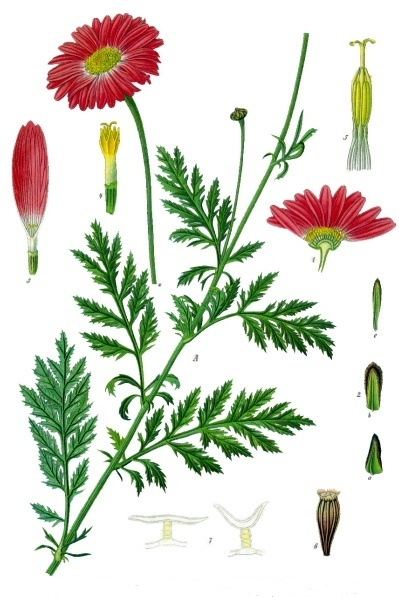
Illustration aus Köhler's Medizinal-Pflanzen

### Vegetative Merkmale
Die Rotblütige Wucherblume ist eine ausdauernde krautige Pflanze und erreicht Wuchshöhen von 25 bis 50 Zentimetern. Der aufrechte, fast kahle Stängel ist unverzweigt oder von Grund an wenigverzweigt.
Die Laubblätter sind wechselständig angeordnet. Die Grundblätter sind in einen 2 bis 10 Zentimeter langen Blattstiel und Blattspreite gegliedert. Die Blattspreite der doppelt-fiederschnittigen Grundblätter ist bei einer Länge von 4 bis 8 Zentimetern sowie einer Breite von 2,5 bis 4 Zentimetern eiförmig oder schmal-elliptisch. Die unteren seitlichen Blattabschnitte sind fünfteilig, die oberen sind dreieckig, elliptisch oder schmal-elliptisch. Die Blattflächen sind spärlich flaumig behaart oder kahl. Die den Grundblättern ähnlichen Stängelblätter sind sitzend oder kurz gestielt. Die Blätter unterhalb der Blütenkörbe sind klein, fiederspaltig oder einfach.

### Generative Merkmale
Die körbchenförmigen Blütenstände stehen einzeln endständig auf den Stängeln. Die Hülle (Involucrum) ist bei einem Durchmesser von 1 bis 1,5 Zentimetern schalenförmig. Die in vier Reihen angeordneten Hüllblätter besitzen einen trockenhäutigen, braunen Rand, wobei die äußeren bei einer Länge von etwa 3,5 Millimetern lanzettlich sowie auf der Unterseite kahl oder spärlich flaumig behaart sind und die mittleren bis inneren bei einer Länge von etwa 5 Millimetern elliptisch oder linealisch-verkehrt-lanzettlich sowie auf der Unterseite kahl sind. Die roten Zungenblüten besitzen eine bei einer Länge von 1,6 Zentimetern schmal-elliptische Zunge, die zwei- oder dreizähnig endet. Die zwei Griffeläste sind linealisch.
Die Achänen sind etwa 2,5 Millimeter lang. Beim 0,1 bis 0,2 Millimeter langen Pappus sind die Ränder flach, kaum erkennbar gelappt.
Blütezeit und Früchte treten in China in der Zeit von Mai bis Oktober auf.
Die Chromosomenzahl beträgt 2n = 36.

## Verbreitung
Tanacetum coccineum kommt ursprünglich in der Türkei, im Iran und im Kaukasusraum vor.

## Taxonomie
Die Erstveröffentlichung erfolgte 1803 unter dem Namen (Basionym) Chrysanthemum coccineum durch Carl Ludwig Willdenow in Species Plantarum, 4. Auflage, Band 3, Teil 3, S. 2144 aufgestellt. Die Neukombination zu wurde 1974 durch Andrew John Charles Grierson (1929–1990) in Notes from the Royal Botanic Garden, Edinburgh, Band 33, Nr. 2, S. 262 veröffentlicht. Weitere Synonyme für Tanacetum coccineum (Willd.) Grierson sind: Chrysanthemum marschallii Asch., Pyrethrum coccineum (Willd.) Vorosch., Pyrethrum roseum (Adams) M.Bieb., Tanacetum roseum (Adams) Sch.Bip., Chrysanthemum roseum Adams.

## Nutzung
Sorten der Rotblütigen Wucherblume werden als Zierpflanze auch außerhalb der Ursprungsregion verwendet.
Ähnlich der Dalmatinischen Insektenblume wird aus der Rotblütigen Wucherblume das Insektizid Pyrethrum gewonnen. Für das Insektizid sind die Bezeichnungen kaukasisches bzw. persisches Insektenpulver belegt.